# Umberto Bellocco
Umberto Bellocco, detto  Assu i mazzi (Rosarno, 17 dicembre 1937 – Opera, 22 ottobre 2022), è stato un mafioso italiano della 'ndrangheta, capo dell'omonima cosca fino agli anni novanta.

## Attività criminale
All'inizio degli anni ottanta fu l'artefice della creazione di una nuova organizzazione criminale in Puglia: la Sacra Corona Unita in opposizione alla nuova camorra organizzata pugliese di Raffaele Cutolo.
Nel giugno 1983 venne arrestato a Lecce in Puglia, e fu condannato a 3 anni di carcere per detenzione illegale di armi da fuoco. In seguito fu accusato anche di diversi omicidi, estorsione, traffico di droga e associazione a delinquere di stampo mafioso, ma fu assolto in molti dei suoi processi. Fu condannato infine a 14 anni per traffico di droga. Nel luglio del 1988 fu rilasciato per lo scadere dei termini di detenzione e si diede alla latitanza.
Nel 1991 diventò membro della commissione interprovinciale istituita lo stesso anno dopo la seconda guerra di 'ndrangheta.
Venne nuovamente arrestato il 16 febbraio 1993. Prese il posto di capobastone suo cugino Gregorio Bellocco arrestato nel febbraio 2005 e Giuseppe Bellocco arrestato nel luglio 2007.
Viene scarcerato il 14 aprile 2014, dopo una detenzione durata più di venti anni. Sarebbe stato dimostrato che Umberto ha tentato di riaffermare la propria leadership, con l'aiuto dei Crea, e dei suoi familiari. Bellocco con i sodali a lui vicino, non solo avrebbero avuto ampia disponibilità di armi, ma si sarebbero attivati per reperirne delle altre di maggior potenza. Lo storico boss per il traffico di droga nella piana di Gioia Tauro, aveva prescelto il nipote Umberto Emanuele Oliveri poi arrestato nell'operazione Sant'Anna del 2014.
Il 13 novembre 2017 si conclude l'operazione Lampo dei Carabinieri, durata 3 anni e partita dall'operazione Sant'Anna, che arresta 10 presunti affiliati ed il suo presunto capo Cataldo Caporosso che operavano a Massafra, Statte, Palagiano e il rione Tamburi di Taranto. La consorteria si era inserita nel mercato ittico e della cocaina locale. Le attività criminose del sodalizio criminale sarebbero state avallate sempre da Umberto Bellocco che dopo 21 anni di carcere avrebbe incontrato Cataldo Caporosso e conferendogli in casa sua la dote di padrino.